# Cantedeskia

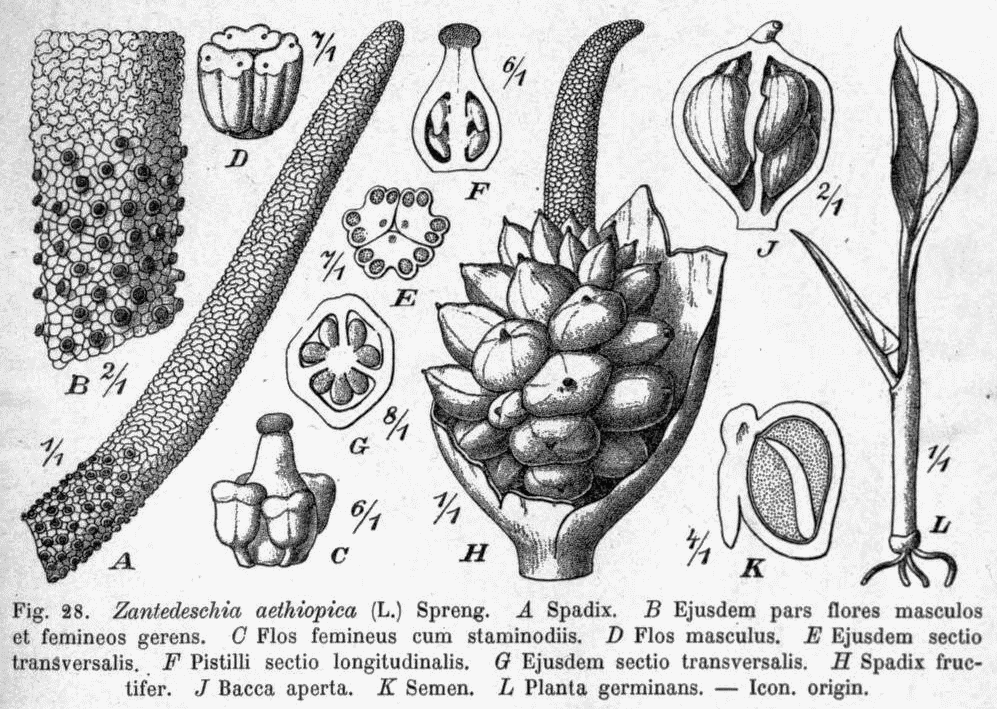
Morfologia cantedeskii etiopskiej

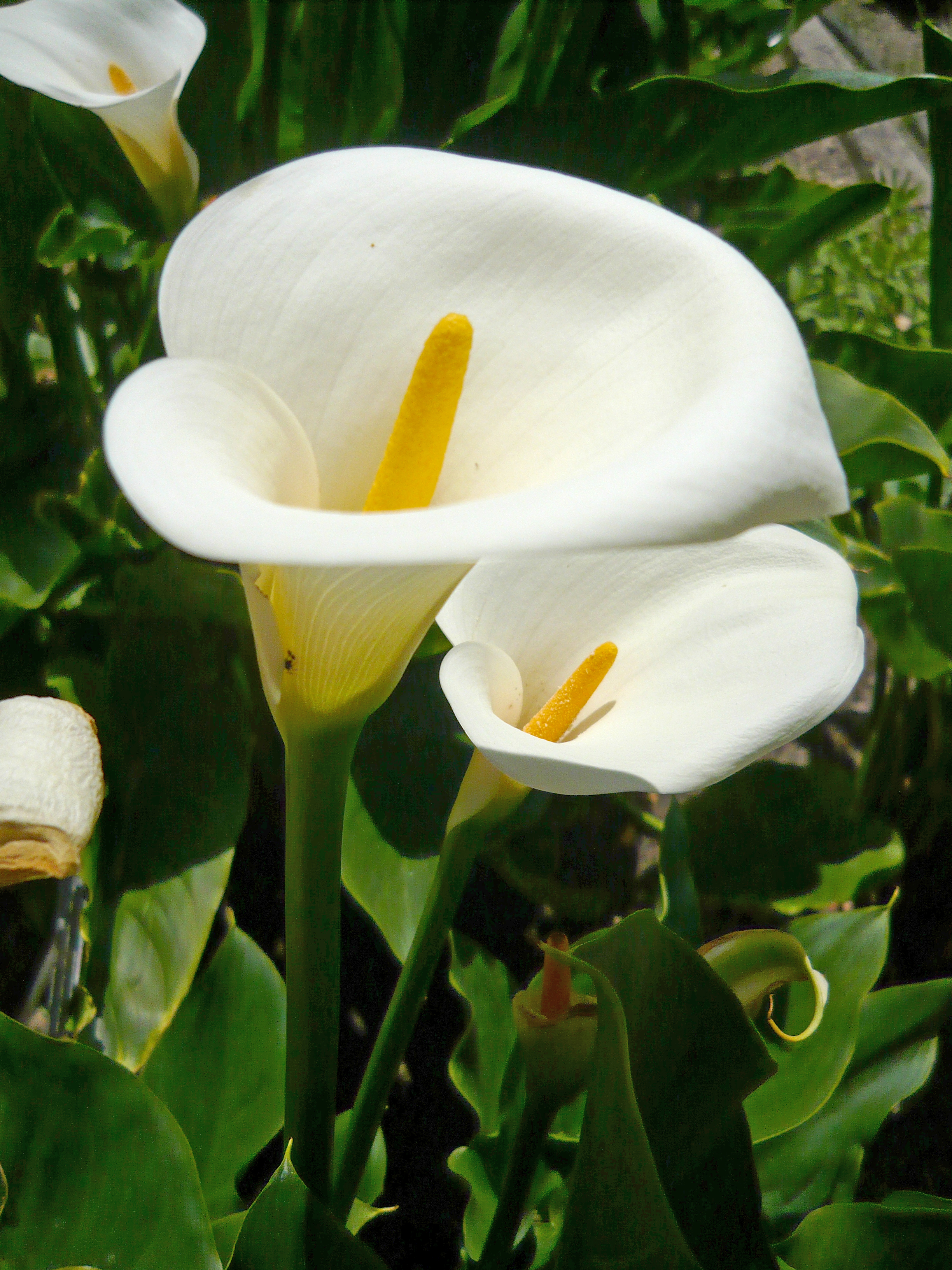
Cantedeskia etiopska

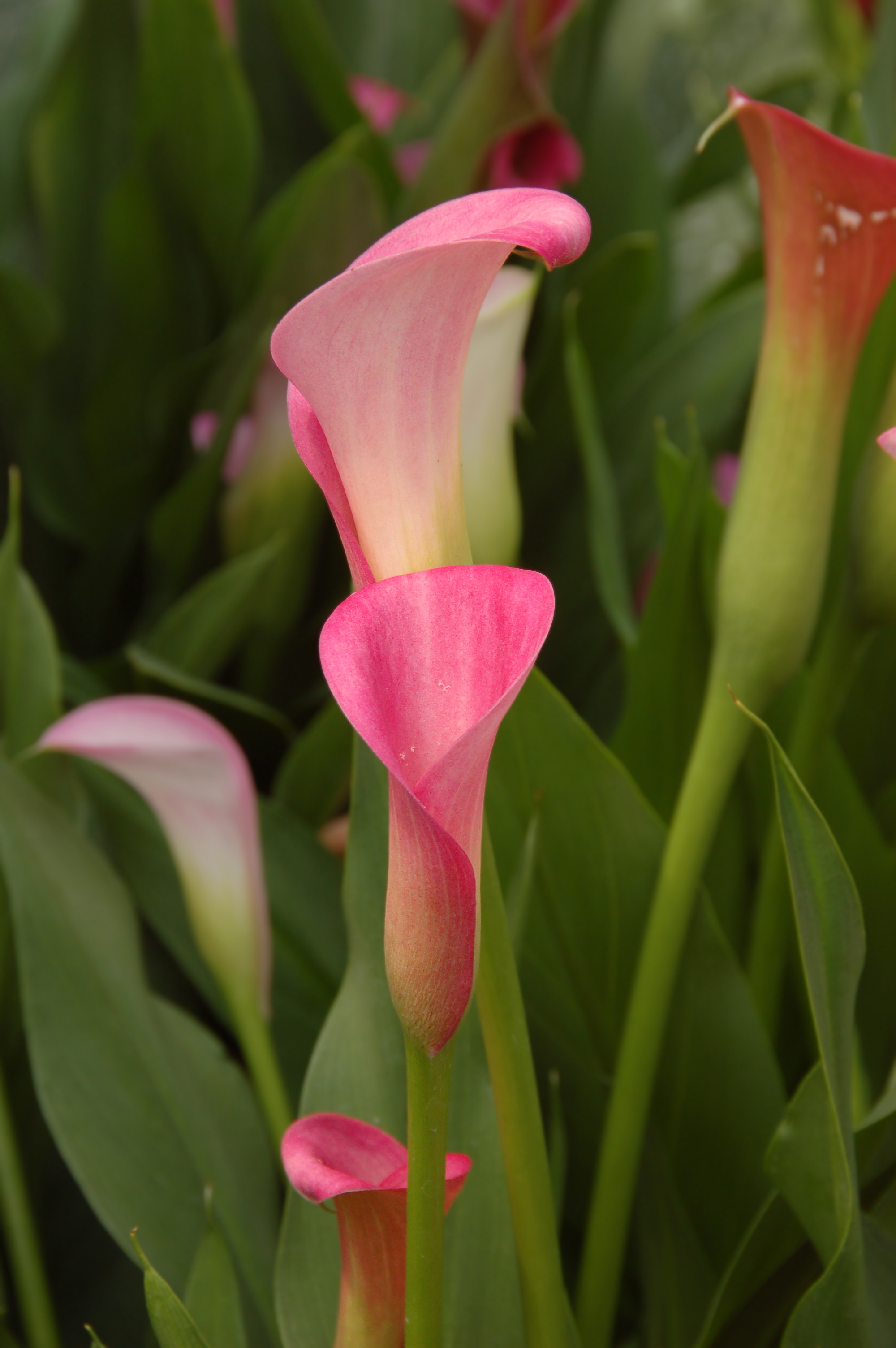
Cantedeskia Rehmanna

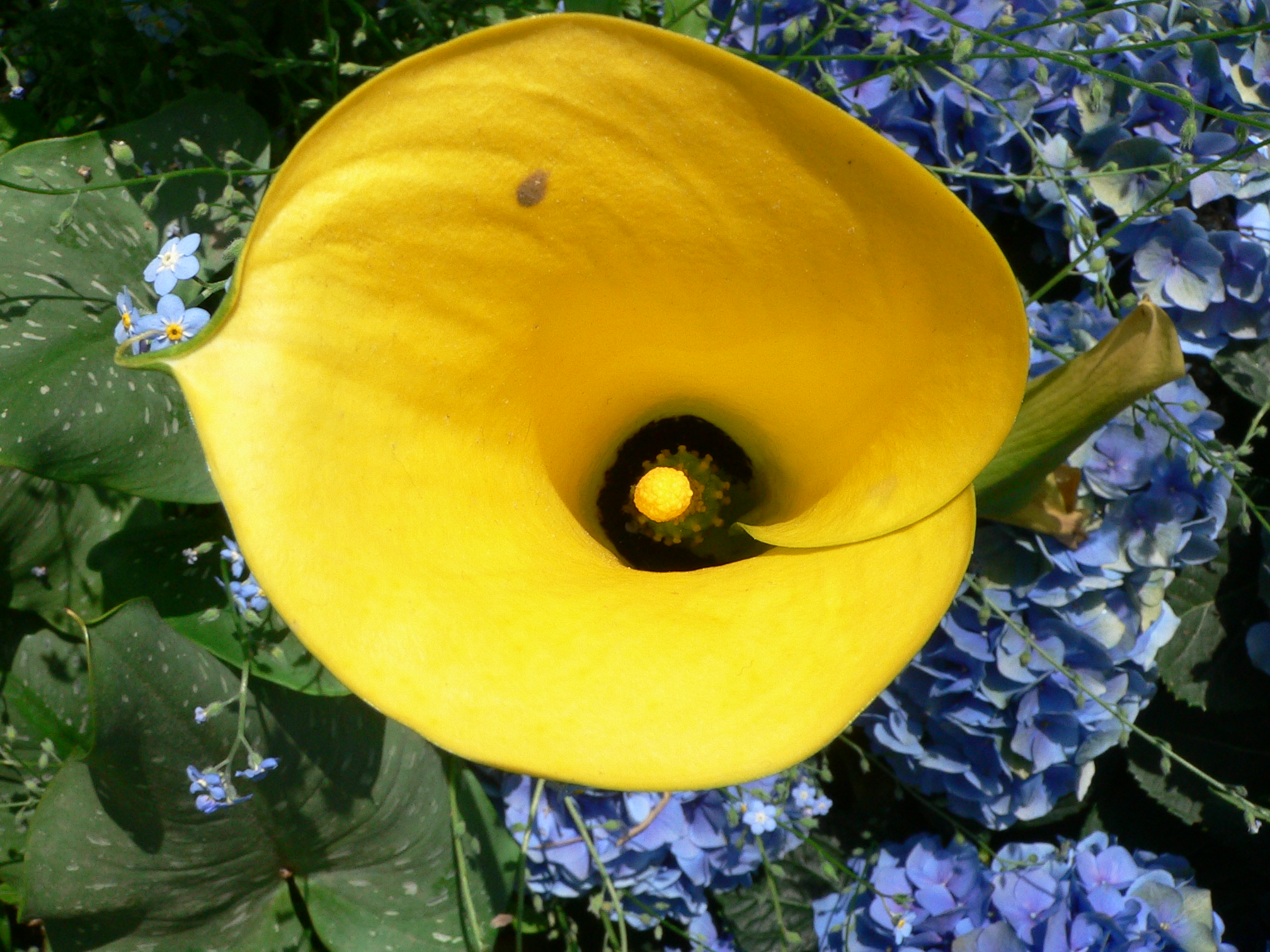
Cantedeskia Elliotta

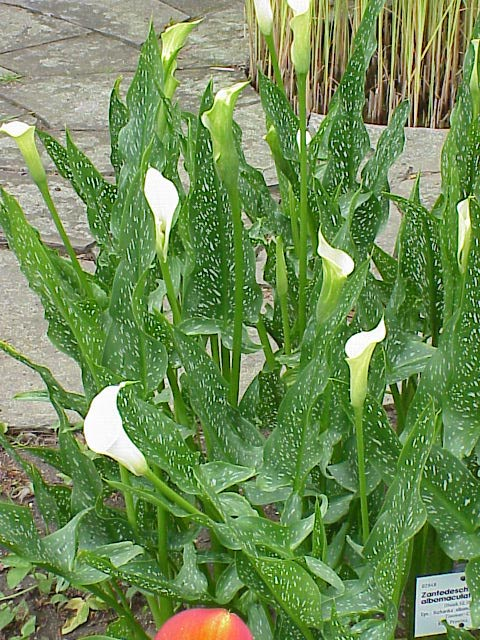
Zantedeschia albomaculata

Cantedeskia, kalijka, kalia (Zantedeschia Spreng.) – rodzaj roślin z rodziny obrazkowatych, obejmujący 8 gatunków pochodzących ze środkowo-południowej Afryki, z jednym gatunkiem introdukowanym na wszystkich kontynentach z wyjątkiem Antarktydy. Z uwagi na bardzo atrakcyjne kwiatostany i ulistnienie cantedeskie, zarówno gatunki botaniczne, jak i ich kultywary, są szeroko uprawiane na świecie jako rośliny ozdobne.

## Rozmieszczenie geograficzne
Cantedeskie pochodzą ze środkowo-południowej Afryki (od Nigerii do Tanzanii i RPA). Cantedeskia etiopska została introdukowana do Europy najprawdopodobniej w XVII wieku. Obecnie uznaje się ten gatunek za naturalizowany w Europie (na Azorach, Maderze, Półwyspie Iberyjskim, Korsyce, Półwyspie Bałkańskim oraz w Wielkiej Brytanii, Niemczech, Grecji, Irlandii i Szwecji), w Ameryce Północnej (zachodnie Stany Zjednoczone) w Ameryce Środkowej (Kostaryka i Nikaragua), w Ameryce Południowej (Ekwador), na Wyspach Towarzystwa w Oceanii oraz w Australii i Nowej Zelandii. W wielu miejscach uznany jest za groźny gatunek inwazyjny, wypierający roślinność rodzimą.

## Morfologia i anatomia
PokrójŚredniej wielkości rośliny zielne, osiągające wysokość 120 cm, tworzące kępy i skupiska.
ŁodygaDuża i gruba spichrzowa łodyga podziemna. W zależności od autora nazywana kłączem lub bulwą pędową. Z botanicznego punktu widzenia typ łodygi podziemnej nie został ostatecznie ustalony. Czasem przyjmuje się, że łodyga gatunków cantedeskia etiopska i Zantedeschia odorata jest kłączem, a pozostałych gatunków bulwą, choć również u cantedeskii etiopskiej niektórzy autorzy mówią o bulwiasto zgrubiałej łodydze.
KorzenieKorzenie, których główną funkcją jest utrzymanie rośliny w podłożu, wyrastają z górnej części łodygi podziemnej.
LiścieRośliny tworzą wiele długoogonkowych liści właściwych, które utrzymują się od późnej zimy do późnej wiosny (cantedeskia etiopska i Zantedeschia odorata), od wiosny do jesieni (pozostałe gatunki) lub całorocznie (cantedeskia etiopska w niektórych siedliskach). Ogonki liściowe gąbczaste, o długości od 15 cm (cantedeskia Rehmanna) do 1,5 m (cantedeskia etiopska). Blaszki liściowe pierzaście unerwione, ciemnozielone, niekiedy biało nakrapiane (np. Z. albomaculata). Liście zawierają hydatody umożliwiające guttację.
| Gatunek                             | Kształt blaszki                     | Rozmiar blaszki | Plamistość |
| ----------------------------------- | ----------------------------------- | --------------- | ---------- |
| Z. aethiopica                       | jajowato-sercowate lub oszczepowate | 15–45×10–25 cm  | rzadko     |
| Z. odorata                          | jajowate do sercowatych             | bd.             | brak       |
| Z. albomaculata subsp. albomaculata | podłużno-oszczepowate               | 20–50×6–8 cm    | rzadko     |
| Z. albomaculata subsp. macrocarpa   | trójkątno-oszczepowate              | 18–20×5–7 cm    | tak        |
| Z. valida                           | jajowate do sercowatych             | bd.             | brak       |
| Z. elliottiana                      | sercowato-jajowate                  | 22×18 cm        | tak        |
| Z. jucunda                          | trójkątno-oszczepowate              | bd.             | tak        |
| Z. pentlandii                       | lancetowate do eliptycznych         | bd.             | rzadko     |
| Z. rehmannii                        | lancetowate                         | 20–30×3 cm      | brak       |

KwiatyRośliny jednopienne, tworzące kilka kwiatostanów, typu kolbiastego pseudancjum. Szypułki zwykle dłuższe od ogonków liściowych, wynoszące kwiatostany ponad poziom liści. Pochwa kwiatostanu niezwężona, u podstawy spiralnie zwinięta, w górnej części lejkowato otwierająca się, o odchylonym i niekiedy spiczastym wierzchołku, o długości od około 10 cm (cantedeskia Rehmanna, c. albomaculata) do około 25 cm (c. etiopska). Kolba obła, gęsto pokryta kwiatami. Położone w dolnej części kolby kwiaty żeńskie niekiedy otoczone 3 szpatułkowatymi prątniczkami. Zalążnie jajowate, 1-5-komorowe, zawierające do 4 anatropowych zalążków w każdej komorze. Szyjki słupków krótkie lub nieobecne. Znamiona słupków półkulisto-dyskowate. Kwiaty męskie 2-3-pręcikowe, zrośnięte w synandrium, siedzące, o klinowato-kwadratowych główkach. Pylniki długie, niemal dotykające kolbę, otwierające się przez pionowy otworek.
| Gatunek                             | Kolor pochwy kwiatostanu  | Okres kwitnienia          |
| ----------------------------------- | ------------------------- | ------------------------- |
| Z. aethiopica                       | biało-różowawy            | późna zima – późna wiosna |
| Z. odorata                          | biały                     | późna zima – późna wiosna |
| Z. albomaculata subsp. albomaculata | biało-jasnożółto-różowawy | późna zima                |
| Z. albomaculata subsp. macrocarpa   | żółty                     | lato                      |
| Z. valida                           | kremowy                   | lato                      |
| Z. elliottiana                      | złoto-żółty               | lato                      |
| Z. jucunda                          | złoto-żółty               | lato                      |
| Z. pentlandii                       | cytrynowo-żółty           | lato                      |
| Z. rehmannii                        | biało-różowo-kasztanowy   | lato                      |

OwoceZielone lub pomarańczowe jagody odwrotnie jajowate do niemal kulistych, 1-5-komorowe, zawierające od 1 do 2 nasion w każdej komorze. Nasiona odwrotnie jajowate, o podłużnie żłobkowanej łupinie i obfitym bielmie.

## Biologia i ekologia
RozwójWieloletnie geofity ryzomowe, przechodzące okresowy spoczynek lub wiecznie zielone (tylko cantedeskia etiopska, w niektórych siedliskach). Rośliny uprawiane na półkuli północnej przechodzą stan spoczynku (odpowiednik pory suchej) w okresie koniec od maja do lipca. W tym czasie liście zasychają i roślina zaczyna ponowny rozwój z końcem lata (obficie podlewana). Kwitnienie następuje od lutego i trwa do końca maja.
SiedliskoWszystkie gatunki zasiedlają brzegi lasów równikowych zrzucających liście na zimę i suchych lasów podrównikowych oraz sawanny, o przeciętnych temperaturach w zimę od 10 do 11 °C (minimalnie 2–3 °C), a latem około 20 °C (maksymalnie 27 °C) i wyraźnym podziale na porę suchą (zima) i mokrą (lato). Cantedeskia etiopska jest rośliną wiecznie zieloną i zasiedla również tereny bagniste w wilgotnych (wysychających podczas pory suchej), zawsze zielonych lasach podzwrotnikowych i wilgotnych lasach równikowych. W miejscach występowania rośnie łanowo.
Cechy fitochemiczneRośliny trujące. Wszystkie części cantedeskii zawierają ostre kryształki szczawianu wapnia oraz niezidentyfikowane, toksyczne alkaloidy. Kwiatostany zawierają również cytokininy, flawonoidy: swertyzynę i swertiajaponinę, antocyjany: cyjanidynę i peonidynę oraz kwas ferulowy. W liściach i owocach cantedeskii etiopskiej obecna jest 6-(O)-hydroksybenzylamino-9-β-D-rybofuranozypuryna i jej 2-metylotio pochodna oraz polifenole i leukocyjanidyna. Brak jest doniesień o poważnych zatruciach cantedeskią u ludzi. Kontakt rośliny ze skórą może powodować dermatozę, a ze śluzówką jamy ustnej obrzęk języka, warg i gardzieli. Spożycie może prowadzić do biegunki i zapalenia żołądka i jelit. Rośliny są silnie trujące dla zwierząt. U królików spożycie części zielonych cantedeskii powoduje hipestezję i paraliż.
Interakcje z innymi gatunkamiKłącza cantedeskii stanowią składnik diety dzików i jeżozwierzy, a jagody – ptaków. Kłącza różnych gatunków cantedeskii stanowią też pożywienie złotokretów hotentockich.
GenetykaLiczba chromosomów 2n = 32.

## Systematyka
Rodzaj należy do monotypowego plemienia Zantedeschieae w podrodzinie Aroideae z rodziny obrazkowatych (Araceae).
Gatunki
- Zantedeschia aethiopica (L.) Spreng. – cantedeskia etiopska, kalia etiopska, kalijka etiopska
- Zantedeschia albomaculata (Hook.) Baill.
- Zantedeschia elliottiana (W.Watson) Engl. – cantedeskia Elliotta
- Zantedeschia jucunda Letty
- Zantedeschia odorata P.L.Perry
- Zantedeschia pentlandii (R.Whyte ex W.Watson) Wittm.
- Zantedeschia rehmannii Engl. – cantedeskia Rehmanna
- Zantedeschia valida (Letty) Y.Singh

Gatunek cantedeskia Rehmanna został nazwany na cześć polskiego geografa i botanika Antoniego Rehmana.

## Nazewnictwo
Toponimia nazwy naukowejNazwa naukowa rodzaju została nadana na cześć włoskiego botanika Giovanni Zantedeschi, który w roku 1825 opublikował pracę na temat rzadkiej flory włoskich prowincji Bergamo i Brescia.
Nazwy zwyczajoweW języku polskim nazwą zwyczajową rodzaju cantedeskia jest kallijka lub kalla, co odnosi się historycznej klasyfikacji gatunków zaliczanych do tego rodzaju, do rodzaju Calla (czermień). Mimo że rośliny te zostały wydzielone do rodzaju Zantedeschia w 1826 roku, zyskał jednak wcześniej tak wielką popularność, że nazwy zwyczajowe odnoszące się do rodzaju Calla spotyka się nadal nie tylko w języku polskim, ale i angielskim (calla lilly), niemieckim (Calla), hiszpańskim (calas), francuskim (calla), włoskim (calle), czy szwedzkim (Kallasläktet). W Polsce dawniej cantedeskię określono mianem bielikrasa.

## Zastosowanie
Rośliny jadalneMłode liście cantedeskii etiopskiej są spożywane po ugotowaniu. Pędy podziemne tej rośliny stosowane są jako pasza dla świń.
Rośliny leczniczeW tradycyjnej medycynie afrykańskiej liście cantedeskii etiopskiej są stosowane jako kataplazmy na obtarcia, czyraki, rany, oparzenia, ukąszenia owadów, a także w razie artretyzmu i reumatyzmu.
Rośliny ozdobneCantedeskie są popularnymi roślinami doniczkowymi i ogrodowymi, a także są uprawiane na kwiat cięty. Kwiaty cięte zachowują trwałość przez 10 dni, przy czym optymalna temperatura ich przechowywania wynosi 5 °C. Żywotność kwiatów ciętych wydłuża się, jeżeli są one trzymane w roztworze 50–100 mg/l kwasu giberelinowego. W kwiaciarstwie wykorzystywane są także liście. Najpopularniejszymi gatunkami w uprawie są cantedeskia etiopska o białej pochwie kwiatostanu, cantedeskia Rehmanna o różowej pochwie, cantedeskia Elliotta o żółtej pochwie, Zantedeschia albomaculata o białej pochwie i biało nakrapianych liściach, a także rzadsze Zantedeschia pentlandii o żółtej pochwie i biało nakrapianych liściach oraz Zantedeschia jucunda o kremowo-żółtej pochwie. Znanych jest także niemal 250 różnobarwnych kultywarów cantedeskii, w większości o nieznanych gatunkach rodzicielskich. Odmiany o znanym pochodzeniu pochodzą w większości od cantedeskii etiopskiej, a także od Z. albomaculata, Z. elliotiana i Z. rehmannii.
| Nazwa odmiany       | Dominująca barwa pochwy kwiatostanu  | Okres kwitnienia [miesiące] | Wysokość [cm] | Odczyn podłoża [pH] | Stanowisko             | Mrozoodporność |
| ------------------- | ------------------------------------ | --------------------------- | ------------- | ------------------- | ---------------------- | -------------- |
| ‘Albertville’       | biały                                | 04-06                       | 45–60         | 5,6–6,5             | słoneczne              | 8a             |
| ‘Albo-Maculata’     | biały                                | 01-03                       | 15–30         | 5,6–6,5             | słoneczne, półcień     | 8a             |
| ‘Allure’            | czerwono-purpurowy                   | 04-06                       | 45–60         | 5,1–6,0             | półcień                | 8a             |
| ‘Amethyst’          | lawendowo-purpurowy                  | 04–08                       | 30–45         | 5,6–6,5             | słoneczne              | 7a             |
| ‘Anneke’            | lawendowo-fioletowy                  | 06, 09                      | 30–45         | 5,6–6,5             | słoneczne              | 9b             |
| ‘Antique’           | brzoskwiniowo-koralowy               | 03–06                       | 30–45         | 5,6–6,5             | słoneczne              | 9b             |
| ‘Auckland’          | różowy                               | 06–08                       | 60–90         | 5,6–6,5             | słoneczne              | 9a             |
| ‘Black Crusader’    | ciemnopurpurowo-czarny               | 04–06                       | 30–45         | 6,1–7,8             | słoneczne              | 9a             |
| ‘Black Eyed Beauty’ | kremowy                              | 04–06                       | 90–120        | 5,6–6,5             | półcień, cień          | 8a             |
| ‘Black Magic’       | żółty                                | 04–08                       | 60–90         | 5,6–6,5             | słoneczne              | 8a             |
| ‘Black Star’        | ciemnopurpurowo-czarny               | 04–06                       | 30–45         | 6,1–7,8             | słoneczne              | 7b             |
| ‘Blaze’             | czerwono-pomarańczowy                | 04, 09                      | 30–45         | 5,6–6,5             | słoneczne              | 8b             |
| ‘Cameo’             | brzoskwiniowo-kremowo-różowy         | 04–08                       | 30–45         | 5,6–6,5             | słoneczne              | 7b             |
| ‘Captain Amigo’     | złoto-żółto-pomarańczowy             | 04–08                       | 45–60         | 5,6–6,5             | słoneczne              | 9a             |
| ‘Chianti’           | ciemnoróżowy                         | 04–08                       | 30–45         | 5,6–6,5             | słoneczne              | 9a             |
| ‘Crystal Blush’     | biało-różowy                         | 06, 09                      | 30–45         | 5,6–6,5             | słoneczne              | 9b             |
| ‘Dominique’         | ciemnopurpurowo-czarny               | 04–06                       | 45–60         | 5,6–6,5             | słoneczne              | 8a             |
| ‘Eclipse’           | szaro-srebrno-ciemnopurpurowo-czarny | 04–08                       | 30–45         | 5,6–6,5             | słoneczne              | 9b             |
| ‘Fire Dancer’       | złoto-czerwono-pomarańczowo-żółty    | 04–06                       | 30–45         | 5,6–6,5             | słoneczne              | 8a             |
| ‘Flame’             | czerwono-żółty                       | 01–05                       | 30–45         | 5,6–6,5             | słoneczne              | 9a             |
| ‘Florex Gold’       | żółty                                | 06–08                       | 30–45         | 5,6–6,5             | słoneczne              | 9a             |
| ‘Galaxy’            | ciemnoróżowo-purpurowy               | 04–05                       | 30–45         | 5,6–6,5             | słoneczne              | 9a             |
| ‘Golden Chalice’    | żółty                                | 04–06                       | 45–60         | 5,6–6,5             | słoneczne              | 8a             |
| ‘Hazel Marie’       | brzoskwiniowo-koralowy               | 04–08                       | 30–45         | 5,6–6,5             | słoneczne              | 9a             |
| ‘Hercules’          | biały                                | 01–12                       | 15–20         | 5,6–6,5             | słoneczne do półcienia | 7b             |
| ‘Hot Chocolate’     | kasztanowy                           | 04–08                       | 30–45         | 5,6–6,5             | słoneczne              | 9a             |
| ‘Lavender Gem’      | lawendowo-fioletowy                  | 04–08                       | 30–45         | 5,6–6,5             | słoneczne              | 7a             |
| ‘Lavender’          | lawendowo-fioletowy                  | 01–03                       | 30–45         | 6,1–6,5             | słoneczne              | 8a             |
| ‘Lipstick’          | czerwony                             | 04–08                       | 45–60         | 5,6–6,5             | słoneczne              | 9a             |
| ‘Mint Julep’        | kremowo-przypalany                   | 04–08                       | 45–60         | 5,6–6,5             | słoneczne              | 7a             |
| ‘Parfait’           | różowy                               | 06–08                       | 45–60         | 5,6–6,5             | słoneczne              | 7b             |
| ‘Plum Pretty’       | lila-różowy                          | 06                          | 30–45         | 5,6–6,5             | słoneczne              | 9a             |
| ‘Purple Haze’       | czarno-purpurowo-złoto-pomarańczowy  | 04–08                       | 30–45         | 5,6–6,5             | słoneczne do półcienia | 10a            |
| ‘Renoir’            | czarno-purpurowo-kasztanowy          | 04–06                       | 45–60         | 5,6–6,5             | słoneczne              | 8a             |
| ‘Rubylite Pink Ice’ | biało-jasnoróżowy                    | 06, 09                      | 15–30         | 5,6–6,5             | słoneczne              | 9a             |
| ‘Schwarzwalder’     | czarno-purpurowo-kasztanowy          | 06                          | 45–60         | 5,6–6,5             | cień                   | 8a             |
| ‘Sun Glow’          | brzoskwiniowo-koralowo-różowo-żółty  | 04–06                       | 45–60         | 5,6–6,5             | słoneczne              | 8a             |
| ‘Sunshine’          | jasnożółto-żółty                     | 04–08                       | 45–60         | 5,6–6,5             | słoneczne              | 7a             |
| ‘Treasure’          | czerwono-pomarańczowy                | 04–06                       | 15–30         | 5,6–7,5             | słoneczne              | 9a             |
| ‘Woody Woodpecker’  | złoto-czerwono-żółto-pomarańczowy    | 04–08                       | 45–60         | 5,6–6,5             | słoneczne              | 9a             |

## Uprawa

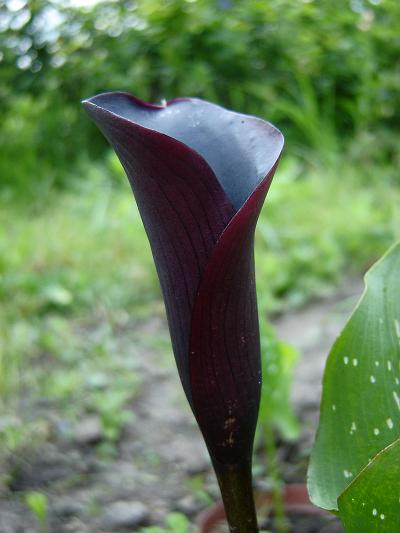
Kultywar cantedeskii

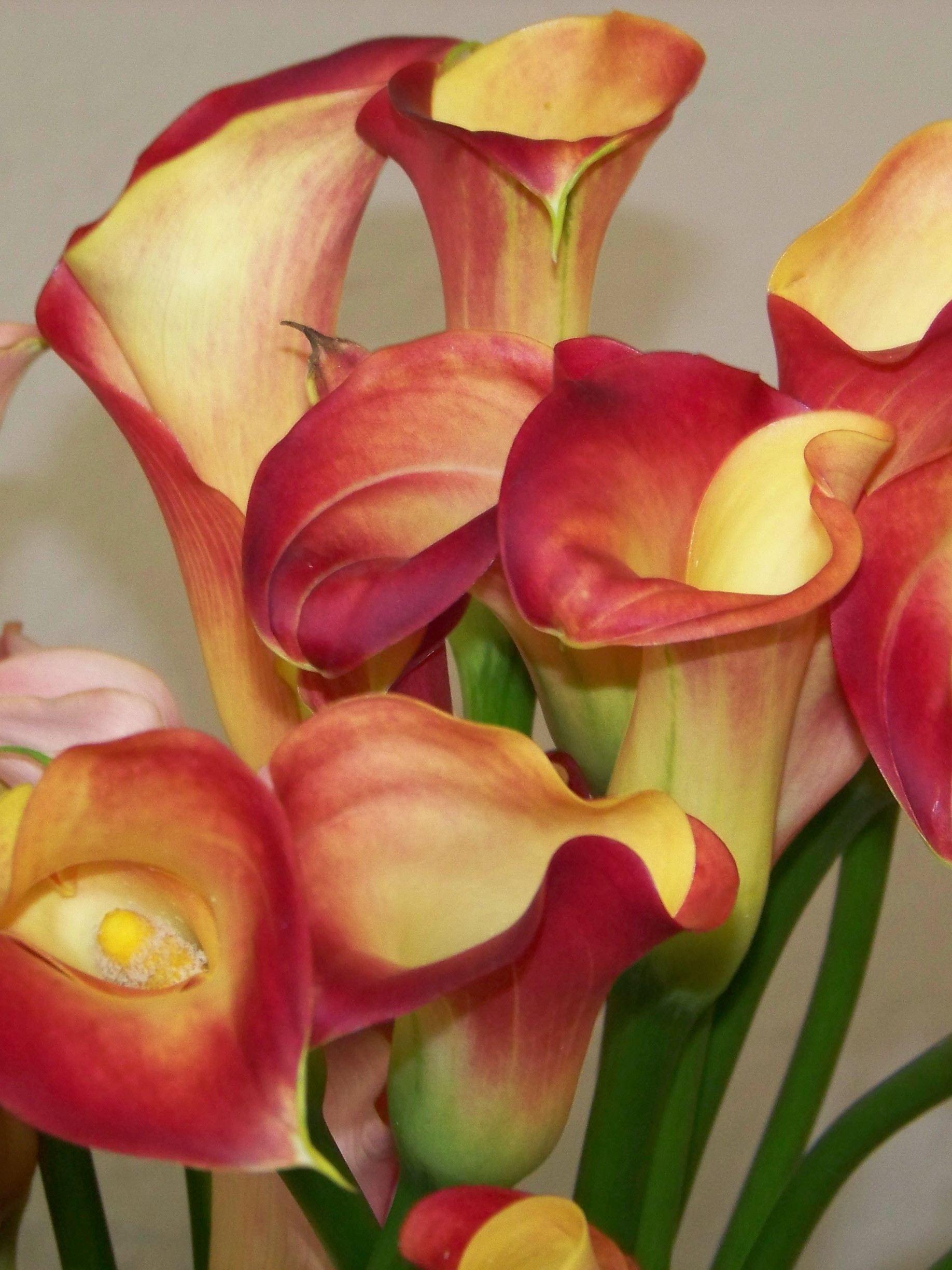
Kultywar cantedeskii

WymaganiaRośliny nie mają wielkich wymagań i według niektórych opinii są niemal „niezniszczalne” w uprawie. Cantedeskie dobrze rosną na podłożu przepuszczalnym i próchnicznym. Optymalnym podłożem jest mieszanka 3 części kompostu i 1 części torfu. W uprawie przemysłowej stosuje się mieszaninę kompostowanej kory sosnowej (70%) i pumeksu, łusek kokosowych, torfu i perlitu. Niekiedy rośliny uprawia się na wełnie mineralnej. Gatunki botaniczne preferują stanowiska półcieniste. W okresie wegetacji wymagają obfitego podlewania i zraszania. Po przejściu w okres spoczynku muszą być zasuszone, a po wypuszczeniu nowych liści przesadzone. Kolorowe odmiany wymagają stanowiska bardzo jasnego. Temperatura w lecie nie powinna być wyższa niż 24-28 °C w dzień i niższa niż 16-18 °C w nocy. Wiosną i jesienią temperatura w nocy może spadać do poziomu 11-12 °C, co pozytywnie wpływa na kolorystykę kwiatostanów. Temperatura podłoża bezpośrednio po posadzeniu bulw nie powinna być niższa niż 15 °C; latem zaś nie powinna przekraczać 22 °C. Kultywary powinny być mniej obficie podlewane niż gatunki naturalne. Należy utrzymywać umiarkowaną wilgotność podłoża.
PielęgnacjaBulwy/kłącza należy sadzić od lutego do lipca, na głębokości od 6 do 10 cm. W celu zwiększenia plonów odmian kolorowych zaleca się namoczenie bulw przed posadzeniem w roztworze wodnym kwasu giberelinowego (50–100 mg/l). Po zbiorze kwiatów lub przekwitnięciu roślin należy stopniowo ograniczyć podlewanie, a następnie całkowicie go zaprzestać na okres około 1–1,5 miesiąca. Po tym czasie bulwy/kłacza należy wykopać, dodatkowo podsuszyć w przewiewnym miejscu i przechowywać w przewiewnych pojemnikach temperaturze 8–15 °C.
RozmnażaniePodział bulw/kłączy po zakończeniu okresu spoczynku lub z nasion (wiosną). Przy dzieleniu kłączy należy na poszczególnych jego odcinkach zachować przynajmniej dwa pąki, co gwarantuje skuteczną regenerację i kwitnienie zwykle już w następnym roku po podziale. Kłącza należy sadzić płytko, ponieważ silne ich zagłębienie przyczynia się do zapadania na choroby grzybowe i bakteryjne.
ChorobyCantedeskie są podatne na zgniliznę bulw/kłączy, korzeni i liści, powodowaną przez lęgniowce z rodzajów Pythium, Phytophthora i Rhizoctonia, grzyby z gatunków Thielaviopsis basicola, Sclerotium rolfsii i Botrytis cinerea oraz bakterię Pectobacterium carotovorum. Rośliny te atakowane są też przez opieńkową zgniliznę korzeni, wywoływaną przez opieńkę miodową. Patogeny rozwijają się w wysokiej temperaturze przy wysokiej wilgotności powietrza. W ramach działań zapobiegawczych zaleca się sterylizację podłoża przed posadzeniem bulw oraz zapewnienie właściwej cyrkulacji powietrza wokół rośliny. Rozwojowi choroby sprzyja nadmierne przelewanie roślin i niski poziom przepuszczalności podłoża. Inną chorobą cantedeskii jest grzybicza plamistość liści i kwiatostanów, wywoływana przez grzyby z rodzajów Coniothecium, Alternaria i Phyllosticta. Choroba pojawia się przy nadmiernym zraszaniu liściu przy relatywnie wysokiej temperaturze otoczenia. Cantedeskie są również podatne na mozaikowatość liści wywoływaną przez wirusy dasheen mosaic virus i wirus mozaiki cantedeskii (Zantedeschia mild mosaic virus – ZaMMV), powodujące przebarwienia i martwicę liści oraz śmierć roślin.
SzkodnikiSzkodnikami cantedeskii są nicienie, mszyce (w tym mszyce korzeniowe z rodzaju Rhizoglyphus), czerwce (np. Coccus hesperidum), wełnowce (np. Pseudococcus longispinus) i wciornastki. Na cantedeskiach żerują też larwy chrząszczy Hoplia callipyge i zwójkowatych z gatunku Cnephasia longana.
Błędy w uprawieW przypadku narażenia cantedeskii na temperaturę powyżej 30 °C, szczególnie w okresie niskiego nasłonecznienia wiosną i jesienią, rośliny „wyciągają się”, tworząc nienaturalnie długie i cienkie ogonki liściowe i szypułki.